# Göppingen
Göppingen è una città tedesca del Baden-Württemberg. Dista 42 chilometri dalla capitale Stoccarda.

## Storia
Il toponimo con finale -ing (en) attesta l'origine germanica della colonia, il cui fondatore si dice fosse un capo alemanno di nome Geppo.
Il documento più antico che menziona Göppingen è datato 1154 ed è stato firmato dall'imperatore Federico Barbarossa. Il più antico riferimento a Göppingen è contenuto in una cronaca del sedicesimo secolo in cui viene detto che nel 1110 il conte Corrado di Württemberg fece donazione di Göppingen all'abbazia di Blaubeuren.  
Presumibilmente nella seconda metà del XII secolo Göppingen si sviluppò in una città. I successivi signori di Staufeneck, allora governatori dello Staufer di Adelberg e del castello di Hohenstaufen, sembrano aver avuto un significato speciale. La fase di costruzione romanica della Oberhofenkirche può anche essere attribuita ad essa come una basilica a tre absidi. Dopo il declino dello Staufer successe nel 1273 o nel 1274 il Württembergern sotto il Conte Ulrico II per ottenere la città in loro possesso. Presto divenne la sede di un ufficio.
Dal 1396 a Göppingen c'era una zecca del Württemberg. Nel 1404, il Sauerbrunnenbad fu menzionato per la prima volta (Swalbrunnen); i poteri curativi delle sue acque sulfuree erano apprezzati. Nel 1425 ci fu un incendio devastante che solo una casa avrebbe dovuto sopravvivere. Nel 1436, il conte Ulrico V diede l'ordine per la costruzione della Oberhofenkirche. Nel 1557 il duca Christoph fece espandere la Sauerbrunnenbad, che porta il suo nome di Christophsbad. Nel 1617, Heinrich Schickhardt costruì il primo ponte sui Fils. Un anno dopo iniziò la costruzione della chiesa della città.
Probabilmente durante il caratteristico sviluppo urbano della seconda metà del XII secolo Göppingen guadagnò lo status di città con l'approvazione dei Signori di Staufeneck, ufficiali giudiziari dei duchi di Hohenstaufen. La disposizione della chiesa di Oberhofenkirche come basilica romanica con tre absidi risale a questo periodo. Alla caduta della dinastia degli Hohenstaufen (1273 o 1274), la città cadde nelle mani dei conti di Württemberg. Ottenne da questi il diritto di battere moneta nel 1396. La prima miniera di sale (Swalbrunnen) risale al 1404; le acque sulfuree della sorgente erano apprezzate per le loro virtù terapeutiche. 
Un disastroso incendio nel 1425 lasciò incolume solo una casa. Dieci anni dopo, il conte Ulrich V ordinò di ricostruire la Oberhofenkirche. Nel 1617, l'ingegnere Heinrich Schickhardt costruì il primo ponte di pietra che attraversava il Fils.
Durante la Guerra dei Trent'anni, la città fu colpita da epidemie e saccheggi: nell'anno 1634-1635 ci furono circa 1600 morti. Dal 1650, la fine di questo periodo buio viene celebrata ogni anno in occasione del Primo Maggio.
Il 25 agosto 1782 un nuovo incendio ridusse in cenere la città di Göppingen, che venne ricostruita secondo un classico schema a scacchiera progettato dall'architetto Johann Adam Gross il giovane. L'ultimo edificio ricostruito fu il municipio, nel 1785.

## Economia
Nel 1859 in città Theodor Friedrich Wilhelm Märklin fondò la ditta di giocattoli e case per le bambole Märklin. Nel 1891 tale ditta produsse il suo primo treno giocattolo, iniziando un cammino che la porterà a diventare un'azienda di punta nel modellismo ferroviario.
Nel 1935, grazie alla collaborazione di Wolf Hirth, Martin Schempp fondò l'azienda che portava il suo cognome, la Sportflugzeugbau Göppingen Martin Schempp, diventata in seguito Schempp-Hirth Flugzeugbau GmbH, una delle più importanti e conosciute aziende produttrici di alianti.

## Amministrazione

### Gemellaggi
- Foggia, dal 1971